# 東酒津地区コミュニティタクシー
東酒津地区コミュニティタクシー（ひがしさかづちくコミュニティタクシー）は、岡山県倉敷市にて運行されている乗合タクシー。愛称はチェリー号（チェリーごう）。地域住民等で構成される乗合タクシー運営委員会が運行主体となり、倉敷市が運行を支援している。Heiwa Taxi Corp. 倉敷営業所に運行を委託している。
井笠鉄道の倉敷駅北口 - 清音駅 - 備中箭田 - 矢掛線が、同社の事業廃止により2012年10月31日をもって廃止された。これに伴い、2014年3月10日から東酒津地区コミュニティタクシー運営委員会が平和タクシー（現在のHeiwa Taxi Corp. ）倉敷営業所に委託する形で運行開始した。

## 沿革
- 2014年3月10日 - 東酒津地区コミュニティタクシー運行開始。

## 運行内容
- 予約制を採用しており、利用者は10時以前の便は前日20時まで、その他の便は乗車1時間前までにHeiwa Taxi Corp. 倉敷営業所まで電話予約が必要。
- 完全予約制で、予約のない区間は運行しない。
- 日曜日・祝日・1月1日～1月3日は運休。

### 運賃
- 運賃は1回利用につき、大人400円、高校生以下は200円、6歳未満は無料。
- 高齢者（65歳以上）・障害者は「倉敷市コミュニティタクシー利用者証」・障害者手帳（身体障害者手帳・療育手帳・精神障害者保健福祉手帳）等・「おかやま愛カード」（運転経歴証明書）の提示で100円割引（併用不可）。
- 交通系ICカード（PiTaPa・Harecaを除く）・iD・nanaco・WAON・PayPay・d払いが利用できる[4][5]。

## 路線
倉敷市の乗合タクシーには路線番号が導入されており、東酒津地区コミュニティタクシーの路線番号は「T06」である。
路線番号は、T（タクシー）+数字2桁（路線開設順）+アルファベット1文字（複数の系統がある場合のみ。1系統のみの場合は省略）で構成される。
- T06 倉敷平成病院 - 倉敷中央病院 - 倉敷駅北口 - イオンモール倉敷 - 東酒津（宮下）

## 車両
- セダン型タクシー車両（4人乗り）を使用する。